# Pietro Domenico Paradisi
Pietro Domenico Paradisi (Nápoles, 1707-Venecia, 25 de agosto de 1791), también conocido como Pier Domenico Paradies, fue un compositor italiano de música clásica. 

## Biografía
Fue discípulo de Nicola Porpora y uno de los más conocidos músicos de la escuela napolitana de aquella época.
En 1746 se mudó a vivir a Londres, donde se puso a trabajar como profesor de clavicémbalo y también de canto.
En esa época, tuvo como alumna a la soprano Gertrud Elisabeth Mara que después triunfaría por toda Europa.

## Producción musical
Paradisi compuso varias óperas, siendo las más conocidas:
- Alessandro in Persia (Lucca, 1738)
- Il decreto del fato (Venecia, 1740)
- Le muse in gara (Venecia, 1740)
- Fetonte (Londres, 1747)
- La Forza d'amore (Londres, 1751)

Además, compuso una colección de Sonatas (Londres, 1754). Una obra muy conocida suya es la Toccata en La

## Obras suyas en el cine
Una sonata compuesta por Paradisi aparece en la película El ángel exterminador de Luis Buñuel.